# Regione Metropolitana di Aracaju
La regione metropolitana di Aracaju è l'area metropolitana di Aracaju nello Stato del Sergipe in Brasile.

## Comuni
Comprende 4 comuni (ordinati per popolazione):
- Aracaju
- Nossa Senhora do Socorro
- São Cristóvão
- Barra dos Coqueiros